# Marco Meoni
Marco Meoni, född 25 maj 1973 i Padua, är en italiensk före detta volleybollspelare. Med landslaget vann Meoni VM 1998, tog OS-medalj 1996 och 2000 och vann tre EM-guld.